# Црвени Град
Црвени Град је насеље у Србији у општини Трговиште у Пчињском округу. Према попису из 2022. било је 47 становника (према попису из 2002. било је 149 становника).

## Демографија
У насељу Црвени Град живи 125 пунолетних становника, а просечна старост становништва износи 44,7 година (43,5 код мушкараца и 46,2 код жена). У насељу има 54 домаћинства, а просечан број чланова по домаћинству је 2,76.
Ово насеље је великим делом насељено Србима (према попису из 2002. године), а у последња три пописа, примећен је пад у броју становника.
|  |

| Демографија | Демографија | Демографија |
| Година      | Становника  | Становника  |
| ----------- | ----------- | ----------- |
| 1948.       | 633         |             |
| 1953.       | 660         |             |
| 1961.       | 662         |             |
| 1971.       | 586         |             |
| 1981.       | 333         |             |
| 1991.       | 195         | 195         |
| 2002.       | 149         | 149         |
| 2011.       | 79          |             |

| Етнички састав према попису из 2002.‍ | Етнички састав према попису из 2002.‍ | Етнички састав према попису из 2002.‍ | Етнички састав према попису из 2002.‍ | Етнички састав према попису из 2002.‍ |
| ------------------------------------ | ------------------------------------ | ------------------------------------ | ------------------------------------ | ------------------------------------ |
|                                      |                                      |                                      |                                      |                                      |
| Срби                                 | Срби                                 |                                      | 145                                  | 97,31%                               |
| Бугари                               | Бугари                               |                                      | 3                                    | 2,01%                                |
| Македонци                            | Македонци                            |                                      | 1                                    | 0,67%                                |
| непознато                            | непознато                            |                                      | 0                                    | 0,0%                                 |

| Година пописа     | 1948. | 1953. | 1961. | 1971. | 1981. | 1991. | 2002. |
| ----------------- | ----- | ----- | ----- | ----- | ----- | ----- | ----- |
| Број домаћинстава | 85    | 91    | 86    | 93    | 82    | 66    | 54    |

| Број чланова      | 1  | 2  | 3 | 4 | 5 | 6 | 7 | 8 | 9 | 10 и више | Просек |
| ----------------- | -- | -- | - | - | - | - | - | - | - | --------- | ------ |
| Број домаћинстава | 14 | 18 | 6 | 6 | 5 | 3 | 2 | 0 | 0 | 0         | 2,76   |

| Пол    | Укупно | Неожењен/Неудата | Ожењен/Удата | Удовац/Удовица | Разведен/Разведена | Непознато |
| ------ | ------ | ---------------- | ------------ | -------------- | ------------------ | --------- |
| Мушки  | 72     | 24               | 41           | 5              | 2                  | 0         |
| Женски | 57     | 8                | 39           | 9              | 1                  | 0         |
| УКУПНО | 129    | 32               | 80           | 14             | 3                  | 0         |

| Пол    | Укупно                    | Пољопривреда, лов и шумарство | Рибарство                            | Вађење руде и камена | Прерађивачка индустрија       |
| ------ | ------------------------- | ----------------------------- | ------------------------------------ | -------------------- | ----------------------------- |
| Мушки  | 53                        | 21                            | 0                                    | 8                    | 18                            |
| Женски | 46                        | 36                            | 0                                    | 0                    | 7                             |
| УКУПНО | 99                        | 57                            | 0                                    | 8                    | 25                            |
| Пол    | Производња и снабдевање   | Грађевинарство                | Трговина                             | Хотели и ресторани   | Саобраћај, складиштење и везе |
| Мушки  | 0                         | 0                             | 0                                    | 0                    | 0                             |
| Женски | 0                         | 0                             | 0                                    | 0                    | 0                             |
| УКУПНО | 0                         | 0                             | 0                                    | 0                    | 0                             |
| Пол    | Финансијско посредовање   | Некретнине                    | Државна управа и одбрана             | Образовање           | Здравствени и социјални рад   |
| Мушки  | 0                         | 0                             | 1                                    | 2                    | 0                             |
| Женски | 0                         | 0                             | 1                                    | 0                    | 0                             |
| УКУПНО | 0                         | 0                             | 2                                    | 2                    | 0                             |
| Пол    | Остале услужне активности | Приватна домаћинства          | Екстериторијалне организације и тела | Непознато            | Непознато                     |
| Мушки  | 0                         | 0                             | 0                                    | 3                    | 3                             |
| Женски | 0                         | 0                             | 0                                    | 2                    | 2                             |
| УКУПНО | 0                         | 0                             | 0                                    | 5                    | 5                             |